# 1189 هـ
1189 هـ هي سنة في التقويم الهجري امتدت مقابلةً في التقويم الميلادي بين سنتي 1775 و1776.

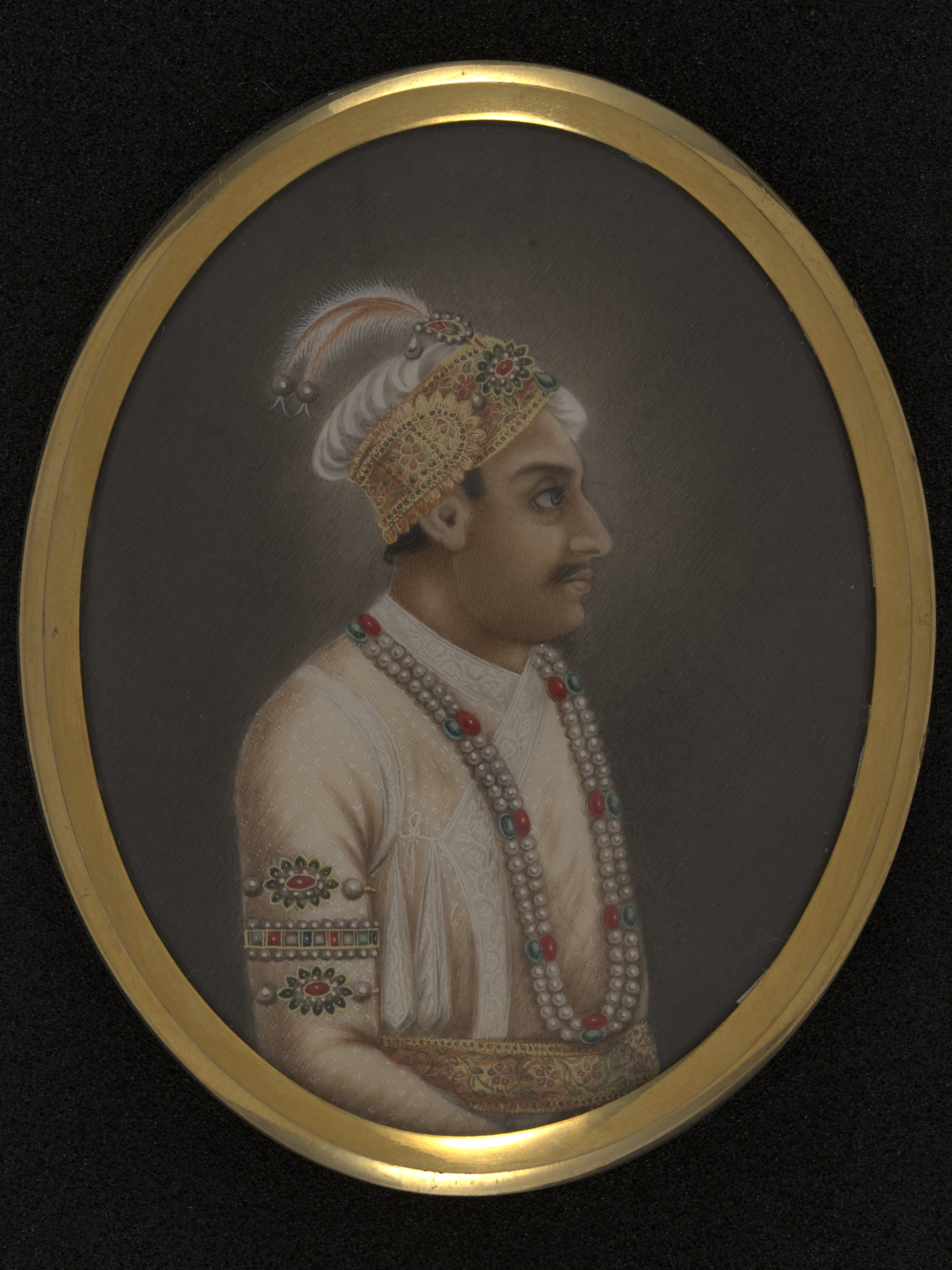
أحمد شاه بهادر

## أحداث
- المهندس أحمد الإنجليزي يرمم برج الصراط داخل قصبة الوداية.

## مواليد
- جعفر الدارابي
- فضة البلاغي
- ماكس هابشت

## وفيات
- أحمد شاه بهادر
- أمين باشا الجليلي
- علي الصعيدي العدوي
- محمد بن أحمد الحضيكي